# Levy Tran
Levy Tran (nacida el 16 de noviembre de 1983), nacida como Vy Le Tran, es una actriz y modelo estadounidense, conocida por su papel de Roenick en la película de 2018 The First Purge, Desi Nguyen en MacGyver, la presentadora invitada de Guy Code de MTV, por su aparición como iniciadora de carreras en la película Furious 7 de 2015 y como modelo tatuada.

## Primeros años
Levy nació el 16 de noviembre de 1983 en San José, California, de padres vietnamitas. Ella puede hablar inglés y vietnamita. Después de graduarse de la escuela secundaria, recibió una licenciatura en desarrollo infantil y adolescente con una especialización en matemáticas. Posteriormente, trabajó en una funeraria como embalsamadora en 2011.

## Carrera
En 2011, Tran siguió una carrera como modelo y, después de hacer comerciales, decidió mudarse a Los Ángeles en 2012. Tran luego tuvo éxito en el modelaje como una de las mejores modelos femeninas asiáticas. Tran modeló para las mejores marcas como Inked Magazine, Glass Magazine y Tattoo Life. Dijo que su tatuaje favorito en su cuerpo es su tatuaje dezombi debido a su arte, pero lamenta parcialmente su primer tatuaje que se hizo cuando tenía 18 años. En 2012, Levy hizo su primer debut televisivo en Guy Code de MTV como presentadora invitada. En 2013, Tran participó en un controvertido video musical llamado "Asian Girlz" creado por Day Above Ground. Tran se disculpó rápidamente por el video musical diciendo: “Me disculpo sinceramente con todos los que sienten que hice retroceder a las mujeres asiáticas 50 años. Sé que perdí el respeto de muchas personas [sic]. no era mi intencion [...] Estaba destinado a ser alegre y divertido. Satírico. Son chicos dulces y nada racistas. Eso es todo lo que diré. Lo siento una vez más.”
En 2015, Levy desempeñó el papel de iniciadora de carreras en Furious 7. Más tarde fue votada como una de las mujeres más bellas de la franquicia Fast & Furious. Más tarde tuvo apariciones en la serie de televisión Jungle Justice en 2015, y luego protagonizó las películas Female Fight Squad y The Unwilling. Tran apareció en varias otras series de televisión, incluida la interpretación de Eddie en la temporada 8 de Shameless. Luego, Levy interpretó el papel de Roenick en la película de 2018 The First Purge, y también apareció en la serie de Netflix de 2018 La maldición de Hill House, como Trish Park.
Levy fue elegida para interpretar a la agente Desiree "Desi" Nguyen en los últimos ocho episodios de la tercera temporada de MacGyver en 2019. Tran dijo que disfruta su papel de Desi y que estaba emocionada por la cuarta temporada. En junio de 2019, Tran fue confirmada oficialmente como miembro principal del elenco de la cuarta temporada de MacGyver.

## Vida personal
Tran está muy dedicada a su estado físico. Tran también ha declarado: "Quiero iniciar un movimiento de amas de casa de la nueva era en el que haya mujeres con cabello teñido, piercings y tatuajes que sean muy tradicionales en un entorno doméstico".

## Filmografía

### Películas
| Año  | Título                | Papel           | Notas  |
| ---- | --------------------- | --------------- | ------ |
| 2015 | Furious 7             | Race Starter    |        |
| 2016 | Vigilante Diaries     | Kid 2.0         |        |
| 2016 | Female Fighting Squad | Lisa            |        |
| 2016 | The Unwilling         | Nurse Không May |        |
| 2016 | Gemini                | Thiri           |        |
| 2017 | Mad Genius            | Nicola          |        |
| 2018 | The First Purge       | Roenick         |        |
| 2018 | The Silk Road         | Haruko          |        |
| 2018 | Fallen Lands          |                 |        |
| 2022 | El cuartel secreto    | Virginia        |        |
| 2023 | Expend4bles           |                 | [ 15 ] |

### Televisión
| Año       | Título                               | Papel                 | Notas                                                   |
| --------- | ------------------------------------ | --------------------- | ------------------------------------------------------- |
| 2012      | Guy Code                             | Ella misma            |                                                         |
| 2015      | Jungle Justice                       | Vy                    |                                                         |
| 2015      | Chosen Kin                           | Mya                   |                                                         |
| 2016      | Confessions of a Hollywood Bartender | Stephanie             |                                                         |
| 2017      | Animal Kingdom                       | Christie              |                                                         |
| 2017      | Chosen Kin Origins                   | Mya                   |                                                         |
| 2018      | Shameless                            | Eddie                 | Recurrente; 8 episodios                                 |
| 2018      | Chosen Kin Origins: New Breed        | Mya                   |                                                         |
| 2018      | La maldición de Hill House           | Trish Park            | Recurrente; 4 episodios                                 |
| 2019–2021 | MacGyver                             | Desiree "Desi" Nguyen | Recurrente (temporada 3); Protagonista (temporadas 4–5) |
| 2022      | Magnum P.I.                          | Tia Min               | Episodios: "Dead Man Walking"                           |